# UFC Fight Night: Edgar vs. Swanson
UFC Fight Night: Edgar vs. Swanson foi um evento de artes marciais mistas promovido pelo Ultimate Fighting Championship, ocorrido em 22 de novembro de 2014 no Frank Erwin Center em Austin, Texas, Estados Unidos.

## Background
O evento será o segundo da organização em Austin, seguido do UFC Fight Night 22 em 2010.
O evento principal será a luta entre os Pesos Penas Cub Swanson e Frankie Edgar.
A luta entre Paige VanZant e Kailin Curran foi movida do UFC Fight Night: MacDonald vs. Saffiedine para esse evento após uma pequena lesão de VanZant.

## Bônus da Noite
- Luta da Noite:  Paige VanZant vs.  Kailin Curran
- Performance da Noite:  Frankie Edgar e  Oleksiy Oliynyk